# IC 1362
IC 1362 ist eine linsenförmige Galaxie vom Hubble-Typ S0 im Sternbild Aquarius auf der Ekliptik. Sie ist schätzungsweise 660 Millionen Lichtjahre von der Milchstraße entfernt.
Das Objekt wurde am 29. September 1891 von Rudolf Spitaler entdeckt.